# Robert Emmiyan
Robert Emmiyan (em armênio: Ռոբերտ Էմմիյան; Leninacã, RSS da Arménia, 16 de fevereiro de 1965) é um antigo atleta que representou a União Soviética, a Equipa Unificada da CEI e a Arménia em provas internacionais de salto em comprimento. A sua melhor marca pessoal, de 8.86 m, conseguida em Salcazor em maio de 1987, é o actual recorde europeu e é a quarta melhor marca de todos os tempos (a seguir às de Mike Powell, Bob Beamon e Carl Lewis). Foi Campeão da Europa em 1986.
Apesar de viver actualmente em França, Emmiyan dedica-se à formação de atletas arménios, ao mesmo tempo que preside à Federação Arménia de Atletismo.